# Chalara dictyoseptata
Chalara dictyoseptata är en svampart som beskrevs av Nag Raj & S. Hughes 1974. Chalara dictyoseptata ingår i släktet Chalara, divisionen sporsäcksvampar och riket svampar.   Inga underarter finns listade i Catalogue of Life.